# LAU-Studie
Die über mehrere Jahre angelegte Untersuchung Aspekte der Lernausgangslage und der Lernentwicklung – kurz LAU-Studie – wurde im März 1995 von der Behörde für Schule, Jugend und Berufsbildung der Freien und Hansestadt Hamburg in Auftrag gegeben. Untersucht wurde die Lernausgangslage und Lernentwicklung aller Schüler, die sich in Hamburg 1996 in der fünften Klasse (LAU 5), 1998 in der siebten (LAU 7), 2000 in der neunten (LAU 9), 2002 in der elften (LAU 11) und 2005 in der 13. Klasse (LAU 13) befanden.

## Anlage der Studie
Die Untersuchung Aspekte der Lernausgangslage und der Lernentwicklung ist eine Längsschnittstudie, die nahezu alle Hamburger Schüler der damaligen fünften Klassen seit 1996 im Abstand von zwei Schuljahren erfasst hat. Da sich ein Teil der Jugendlichen in der Studie LAU 11 in der Klassenstufe 11 der gymnasialen Oberstufe und ein anderer Teil in einer beruflichen Ausbildung befand, wurde zusätzlich zur LAU 11 die Studie ULME (Untersuchung der Leistung, Motivation und Einstellungen zu Beginn der beruflichen Ausbildung) durchgeführt. LAU dokumentiert in zweijährigen Abständen die jeweils erreichten Lernstände, Lernentwicklungen und schulbezogenen Einstellungen. 
- Die erste Erhebung der Längsschnittstudie, LAU 5,  betraf den Übergang von der Grundschule in die Sekundarstufe I. Sie konzentrierte sich auf ausgewählte Aspekte der Lernausgangslage, auf die der Unterricht an den weiterführenden Schulen aufbaut.
- LAU 7 untersuchte die Fachleistungen, Problemlösekompetenz, schulbezogenen Einstellungen und Lernstände desselben Schülerjahrgangs in den Beobachtungsstufen der Haupt- und Realschulen bzw. der Gymnasien sowie in den Jahrgangsstufen 5 und 6 der Gesamtschulen.
- LAU 9 hatte die weitere Lernentwicklung der Hamburger Schüler zum Gegenstand: Lernstände in ausgewählten fachbezogenen Lernbereichen (Mathematik; Deutsch: Sprache, Leseverständnis, Rechtschreiben, Textproduktion; erste Fremdsprache Englisch bzw. Latein bzw. Französisch) und in dem fachübergreifenden Bereich Problemlösen; Entwicklung der Lernstände; Zusammenhänge zwischen der Lernentwicklung und der Bildungsnähe des Elternhauses.
- LAU 11 analysiert die Lernentwicklung derjenigen Jugendlichen, die im Herbst 2002 in die gymnasiale Oberstufe an Gymnasien, Gesamtschulen, Aufbau-, Wirtschafts- und technischen Gymnasien oder in die Einführungsstufe des Aufbaugymnasiums eingetreten sind. Untersucht wurden die Lernstände bei insgesamt 6.411 Schüler in den Bereichen Deutsch (Leseverständnis,  Rechtschreiben), Mathematik und Englisch (Leseverständnis, Lücken-Test).
- ULME untersuchte parallel hierzu die Leistung, Motivation und Einstellungen zu Beginn der beruflichen Ausbildung.
- Im April 2005 wurde  LAU 13 in allen Hamburger Gymnasien, Gesamtschulen mit gymnasialer Oberstufe, Aufbaugymnasien, Technischen und Wirtschaftsgymnasien durchgeführt. Im Mittelpunkt der Untersuchung standen die Lernstände und Lernentwicklungen in den Kompetenzbereichen Mathematik und Englisch von 5.566 teilnehmenden Abiturienten. Es handelt sich hierbei um die vorletzte Erhebung in der Längsschnittstudie.

## Wichtige Ergebnisse
In der Studie LAU 5 wurde festgestellt, dass in den Fächern Deutsch und Mathematik Kinder aus dem bildungsnahen Milieu bei gleichen Kompetenzen in der Notengebung bevorzugt würden.
Auch in den Gymnasialempfehlungen werden Schüler umso mehr benachteiligt, je geringer die Bildungsabschlüsse ihrer Eltern sind. Während der Leistungsstandard der Testergebnisse für eine Gymnasialempfehlung bei 77,6 Punkten liegt, müssen Kinder mit Vätern geringer Bildungsabschlüsse deutlich höhere Leistungen, Kinder mit Vätern höherer Bildungsabschlüsse deutlich geringer Leistungen erbringen:
Durchschnittlich erforderte Mindestpunktzahl für eine Gymnasialempfehlung seitens der Lehrkräfte:
- Vater ohne Schulabschluss: 97,5
- Vater mit Hauptschulabschluss: 82,3
- Vater mit Realschulabschluss: 77,1
- Vater mit Fachhochschulreife: 76,3
- Vater mit Abitur: 65[2]

Noch gravierender ist der Unterschied seitens der Standards der Eltern. Die erwarteten Leistungsstandards sind hier:
- Vater ohne Schulabschluss: 98,1
- Vater mit Hauptschulabschluss: 79,1
- Vater mit Realschulabschluss: 71,3
- Vater mit Fachhochschulreife: 67,2
- Vater mit Abitur: 49,9[3]

In der Studie heißt es konkret: „In akademisch geprägten Elternhäusern wird […] offenkundig nur bei deutlich sichtbarer Leistungsschwäche, dann aber ggf. auch gegen den Rat der Grundschule, eine andere Möglichkeit als das Gymnasium in Betracht gezogen. Entsprechend läßt sich die in bildungsferneren Schichten festzustellende hohe Hemmschwelle, die der Anmeldung in der Beobachtungsstufe des Gymnasiums entgegensteht, als Anpassung an die faktisch gegebenen Bildungsbarrieren deuten.“
Die Studie LAU 7 (1998) hat ergeben, „… dass Schülerinnen und Schüler gleicher Lernausgangslage an den verschiedenen Schulformen unterschiedlich starke Lernfortschritte machen. Wie der Vergleich zwischen den Gymnasien einerseits und den Haupt- und Realschulen bzw. den Gesamtschulen andererseits zeigt, erreichen selbst diejenigen, die mit relativ niedrigem Lernstand in die Beobachtungsstufe des Gymnasiums eingetreten sind, bis zum Ende der Klassenstufe 6 höhere Lernstände.“
Zudem bestätige die Studie LAU 7 die Studie LAU 5 insofern als „der extreme Unterschied in der kritischen Schwelle für eine Gymnasialempfehlung der Grundschule (65,0 Rohpunkte für die Kinder von Vätern mit Abitur; 97,5 Rohpunkte für Kinder von Vätern ohne Schulabschluss) wenig mit einer realistischen Einschätzung der tatsächlichen Lernentwicklung dieser beiden Gruppen zu tun hat.“

## Datennutzung
Die während der Studie erhobenen Daten wurden an das Forschungsdatenzentrum am Institut zur Qualitätsentwicklung im Bildungswesen übergeben, wo sie seit 2022 auch anderen Forschenden für Re- und Sekundäranalysen auf Antrag zur Verfügung stehen. Auf diese Weise kann die Studie über den ursprünglich geplanten Rahmen hinaus für die Forschung von Nutzen sein. Eine Besonderheit der Daten besteht darin, dass über eine Verknüpfung (nach Genehmigung des Institut für Bildungsmonitoring und Qualitätsentwicklung) mit den amtlichen Schulnummern detaillierte und stadtteilgenaue Untersuchungen möglich sind.